# Piet Antierens
Piet Antierens (Etterbeek, 16 oktober 1932 - Jette, 20 september 2008) was een Belgisch advocaat,  Vlaams journalist en commercieel directeur. Van 1976 tot 1988 was hij commercieel directeur van De Standaardgroep en van 1988 tot 1995 van de Vlaamse commerciële zender VTM. 

## Biografie
Na zijn humanioraopleiding aan het  Heilig-Hartcollege (Ganshoren) en zijn rechtenstudies begon Antierens zijn carrière als advocaat aan de balie. Toen in 1976 de drukkerij De Smaele's Periodica failliet ging en de krant De Standaard in de val werd meegesleurd, richtten Antierens en André Leysen de VUM op en bliezen de kranten De Standaard en Het Nieuwsblad nieuw leven in. Beide kranten groeiden uit tot een immens commercieel succes. Antierens bleef van 1976 tot 1988 commercieel directeur van de Standaardgroep.
Antierens deed bij de VUM op 20 september 1984 een poging een nieuw tabloid-dagblad op te richten dat "24 Uur" heette. Amper een maand later, op 26 oktober 1984, werd het project gestopt. Hij zou het later "de grootste blunder uit zijn leven" noemen. 
Van 1 september 1988 tot 30 juni 1995 was Antierens commercieel directeur van VTM. Hij overleed in 2008 na een hartoperatie.

## Meer informatie
- (http://www.nieuws.be/nieuws/Piet_Antierens_overleden_57734ab8.aspx)
- (http://www.mers.be/Dagbladhistoriek_KDS-VUM.htm)
- (http://www.inmemoriam.be/nl/2008-09-21/piet-antierens/)
- COENEGRACHT, Mark en ZAKI, "Hoe is wie in Vlaanderen?", Uitgeverij Hadewijch Antwerpen-Baarn, 1994, blz. 12-13.